# Stade Saint-Symphorien
Stade Saint-Symphorien je višenamjenski stadion koji se nalazi u francuskom gradu Metzu te je dom istoimenog drugoligaša FC Metza. Otvoren je davne 1923. godine te je prva utakmica odigrana između domaćina Metza i Rennesa. Kapacitet stadiona iznosi 26.700 mjesta dok je rekord posjećenosti ostvaren 7. prosinca 1991. godine protiv Olympique Marseillea. Tada je na stadionu bilo 28.766 gledatelja.

## Odigrane reprezentativne utakmice na stadionu
| 31. svibnja 2005. 14:30 |     |             |                                                                                 |
| Francuska               | 2:1 | Mađarska    | Stade Saint-Symphorien, Metz Utakmica: prijateljska utakmica Gledatelja: 26.120 |
| Cisse 10' Malouda 35'   |     | Kerekes 78' | Stade Saint-Symphorien, Metz Utakmica: prijateljska utakmica Gledatelja: 26.120 |

| 12. listopada 2010. 20:30 |     |            |                                                                                      |
| Francuska                 | 2:0 | Luksemburg | Stade Saint-Symphorien, Metz Utakmica: kvalifikacije za EURO 2012 Gledatelja: 24.710 |
| Benzema 22' Gourcuff 76'  |     |            | Stade Saint-Symphorien, Metz Utakmica: kvalifikacije za EURO 2012 Gledatelja: 24.710 |

| 6. lipnja 2006. 21:00 |     |                                  |                                                                                 |
| Luksemburg            | 0:3 | Portugal                         | Stade Saint-Symphorien, Metz Utakmica: prijateljska utakmica Gledatelja: 19.157 |
|                       |     | Simão 46', 73' (p) Luis Figo 85' | Stade Saint-Symphorien, Metz Utakmica: prijateljska utakmica Gledatelja: 19.157 |

## Vanjske poveznice
- Informacije o stadionu na službenim web stranicama kluba  Arhivirana inačica izvorne stranice od 19. veljače 2014. (Wayback Machine)
- Transfermarkt.com - Stade Saint-Symphorien  Arhivirana inačica izvorne stranice od 22. veljače 2014. (Wayback Machine)